# Lärmfeuer (Odenwald)
Das Lärmfeuer ist ein 501,7 m ü. NHN hoher bewaldeter Berg im hessischen Odenwald am Westrand der Gemarkung Ober-Mossau der Gemeinde Mossautal im südhessischen Odenwaldkreis.
Das Lärmfeuer ist ein Teil des Wegscheidekamms, der die Westgrenze des Buntsandstein-Odenwalds am Übergang zum Vorderen Odenwald bildet. Diese Bergkette reicht von der Wegscheide im Süden bis zum Morsberg im Norden. Die Kammlinie bildet die Wasserscheide zwischen dem Gersprenz- und dem Mümlinggebiet. So entspringt am Westhang des Lärmfeuers der Rohrbach, der dem Osterbach, dem rechten Quellfluss der Gersprenz, zufließt, und am Südwesthang liegt die Quelle des Streitbachs, der ebenso wie die Quellgründe am Osthang, das Krottenloch und der Baiersgrund, die zum Mossaubach entwässern, der Mümling zustreben.

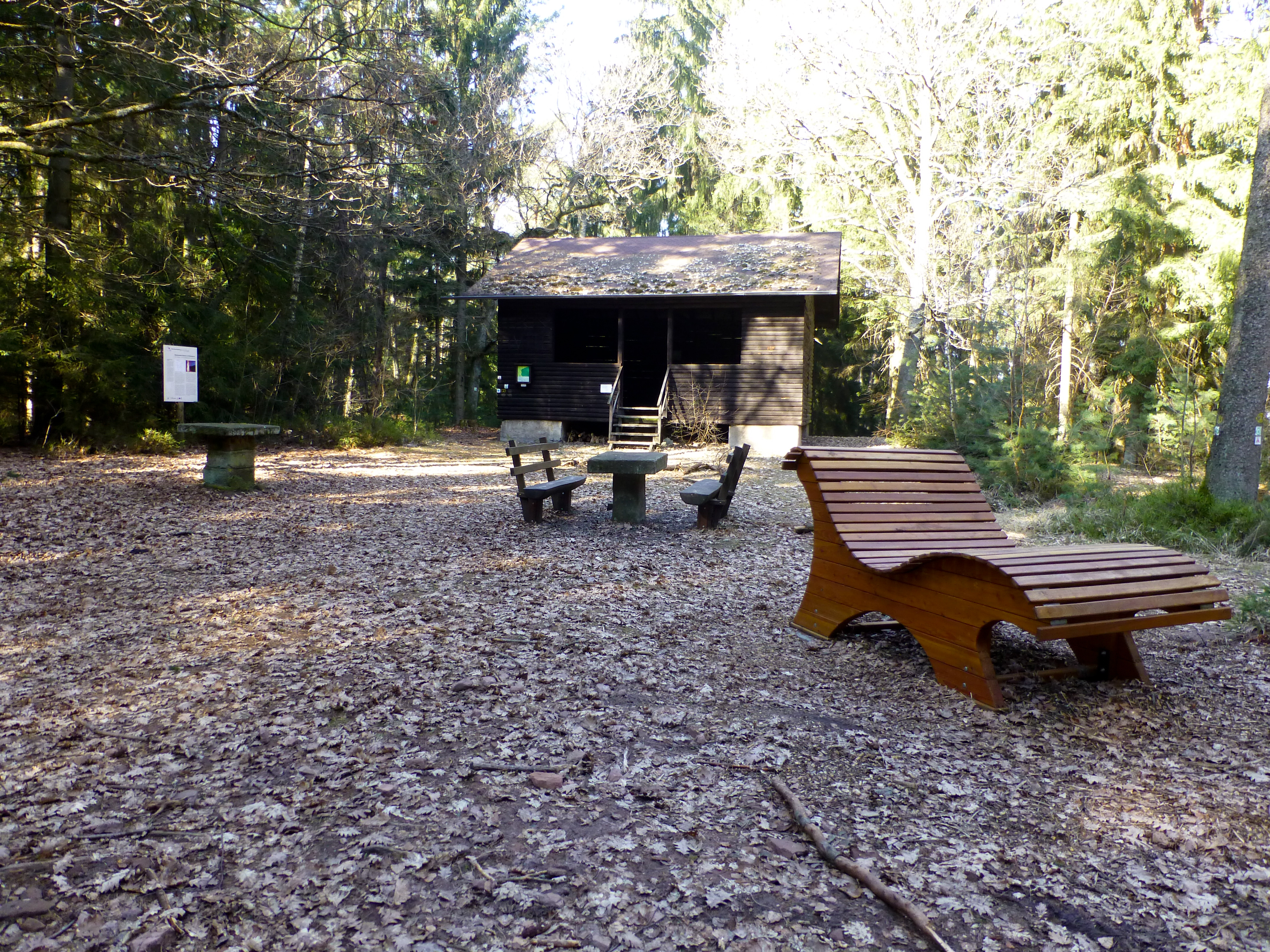
Gipfelbereich des Lärmfeuers mit der Ihrig-Hütte

Der Name des Berges rührt daher, dass in früheren Jahrhunderten namentlich im Odenwald auf einer Kette von weithin sichtbaren Bergspitzen Lärmfeuer genannte Signalstationen eingerichtet wurden, die jeweils aus meterhohen Holzstößen bestanden und deren Abbrennen als Alarmzeichen für die Bevölkerung der umliegenden Gebiete galt, besonders bei Kriegsgefahr. Hier nun hat die Bezeichnung der Signalstation dem Berg den Namen gegeben.
Die nächstgelegenen Ortschaften sind Rohrbach im Norden, Erzbach im Nordwesten, Hiltersklingen im Süden, Unter-Mossau im Südosten und Ober-Mossau im Nordosten. Rohrbach und Ober-Mossau sind durch die Kreisstraße 51 miteinander verbunden, die eineinhalb Kilometer nördlich des Lärmfeuers den Wegscheidekamm überwindet.
Das Lärmfeuer liegt am Alemannenweg, der von Ober-Mossau kommend über den Gipfel und weiter in Richtung Reichelsheim verläuft. Am Gipfelbereich steht die Ihrig-Hütte, eine Wanderhütte der Mossautaler Ortsgruppe des Odenwaldklubs.